# Авдан-Сірми
Авда́н-Сі́рми (рос. Авдан-Сирмы, чув. Автанçырми) — присілок у складі Чебоксарського району Чувашії, Росія. Входить до складу Шинерпосинського сільського поселення.
Населення — 22 особи (2010; 23 у 2002).
Національний склад:
- чуваші — 100 %

Стара назва — Авдансірми.